# ギュスターブ (ナイルワニ)
ギュスターブ（Gustave）とは、ブルンジのタンガニーカ湖およびルジジ川に生息する巨大なナイルワニの個体名である。

## 概要
ブルンジのタンガニーカ湖およびルジジ川に生息する、巨大なナイルワニ。現地人や関係者によると、ギュスターブの犠牲者は300人を超えると言われている（他のワニによる犠牲も含まれている可能性が高い）。人間に危害を加えるワニのため過去に何度か射殺を試みられたが、すべて失敗に終わっている。体には機関銃や拳銃による幾つか弾痕があるものの致命傷を与えるには至らず、その鱗は映画『カニング・キラー 殺戮の沼』で、防弾チョッキに例えられた。
1990年代から現地に住み研究を続けるフランス人男性パトリス・フェイにより「Gustave」と命名される。フェイは10年ほどは捕獲殺害を試みたが、その後は目的を観察保護に変更した。
2008年を最後に長らくギュスターヴの目撃証言は途絶えていたが、2015年6月に地元住人が水牛を捕食する姿を目撃し、生存が確認された。
地元民はこのワニが人間を襲うのは快楽のためと信じていた。実際、襲われて死亡した中には食されなかった被害者もいる。

## 形態
正確な計測は為されていないが全長は600cm以上になると思われ（通常の雄のナイルワニの全長は400～450cm程で、500cm以上あればかなりの大物）、捕獲や射殺により正式に計測されればナイルワニの最大級個体として記録に残る可能性も高い（2015年現在までのナイルワニの最大記録は700cm）。性別は雄。完全な成体で年齢は研究が進む以前は100歳以上とされていたが、歯の抜けが少ない為、2010年に推定68歳と発表された。

## 生態
他のワニが小さく見えるほどの巨体を誇り、住民の家畜の大型の牛や馬なども単体で水中に引きずり込み捕食する。また、未確認ながら成獣の雌カバを捕食した例もあると言われている。
人を襲うようになった原因について、ツチ族とフツ族の対立によるブルンジの内戦中に川に遺棄された戦死者の遺体を食べて味を覚えたという説や、体が成長し過ぎて動きが鈍くなり俊敏な獲物が捕食できなくなったためという説がある。
水中では時速12～14kmで移動するとされる。

## ギュスターブを描いた作品
- 『カニング・キラー 殺戮の沼』（英語タイトルはPrimeval。「原始」の意。）